# Gerry Weber Stadion
Gerry Weber Stadion – wielofunkcyjny stadion w niemieckim Halle.
Obiekt został otwarty w 1993 i posiada dwuczęściowy dach, który rozkłada się w 88 sekund.
Corocznie odbywa się na arenie w czerwcu męski turniej tenisowy Halle Open na nawierzchni trawiastej. Rozgrywane są również mecze innych dyscyplin i koncerty muzyczne.